# Келяв габър
Келявият габър (Carpinus orientalis), наричан още свинак, е дребно дърво или храст с височина до 12 м. Стъблото му е криво и ребристо, с гладка, оловносива на цвят кора. Листата му, с дължина от 2 до 5 см, са забележимо по-дребни от тези на обикновения габър. По ръба те са двойно назъбени, отгоре са тъмнозелени и лъскави, а отдолу – светлозелени. Формата им е яйцевидна. Плодната люспа напомня малък асиметричен лист. Келявият габър се среща по сухи каменисти места в долния и среден планински пояс до 900 м надморска височина.